# Priah Ferguson
Priah Ferguson, född 1 oktober 2006 i Atlanta, är en amerikansk skådespelare.
Ferguson har bland annat medverkat i TV-serierna Stranger Things och Pappa jagar utomjordingar. Hon har även medverkat i filmen The Curse of Bridge Hollow.

## Filmografi (i urval)
- 2017–2024 – Stranger Things (TV-serie)
- 2022 – The Curse of Bridge Hollow
- 2023 – Pappa jagar utomjordingar (TV-serie)